# Lechotice
Lechotice (deutsch Lechotitz) ist eine Gemeinde in Tschechien. Sie liegt sieben Kilometer südlich von Holešov und gehört zum Okres Kroměříž.

## Geographie
Lechotice befindet sich in den westlichen Ausläufern des Wisowitzer Berglandes am Übergang zur Obermährischen Senke (Hornomoravský úval). Das Dorf erstreckt sich rechtsseitig des Baches Racková und wird vom Bach Židelná durchflossen. Gegen Westen liegt das Tal der Žeranovka. Nördlich erhebt sich der Díly (248 m), im Nordosten der Hrádek (281 m), südöstlich der Zadní vrch (423 m), Přední vrch (420 m), Hřeben (399 m) und die Skála (344 m), im Süden der Holý kopec (313 m), südwestlich der Široký (245 m) sowie im Nordwesten der Na Skále (284 m).
Nachbarorte sind Zahnašovice, Holešov, Větrák, Bednárňa und Martinice im Norden, Žeranovice und Franckovice im Nordosten, Racková und Strhanec im Osten, Opršálka, Ostrá Horka, Mladcová und Zbožensko im Südosten, Hostišová im Süden, Mysločovice, Machová und Tlumačov im Südwesten, Míškovice im Westen sowie Na Kopci und Ludslavice im Nordwesten.

## Geschichte
Die erste schriftliche Erwähnung des zur Herrschaft Količín gehörigen Dorfes Lechoticzie erfolgte im Jahre 1342 zusammen mit Lhota im Zuge des Kaufs der Herrschaft durch den Markgrafen Karl. Das Dorf Lhota erlosch bald darauf; es befand sich in der Flur Lhotska. Im Jahre 1368 erwarb Peter Holický von Sternberg Količín mit allem Zubehör, darunter auch Lechoticz, und verband die Güter mit seiner Herrschaft Holešov. 1397 verkauften dessen Erben Peter von Krawarn und Marquart von Sternberg die Herrschaft Količín mit den Dörfern Blazice, Hostišová, Količín, Lechotycze, Machová, Markov, Meziříčí, Míškovice, Mysločovice, Racková, Sazovice, Syrotsko und Žeranovice an Zdenko V. von Sternberg auf Lukov. Zdenkos Nachkommen veräußerten nach den Hussitenkriegen wegen finanzieller Nöte sukzessive Teile der ursprünglich großen Herrschaft. Dazu gehörte auch das Dorf Lechoticze, das 1481 die Vettern aus dem Holleschauer Familienzweig erwarben.
Nachfolgende Besitzer waren die Herren von Zierotin, die Popel von Lobkowicz und ab 1650 Johann von Rottal. Die Bewohner von Lechotitz gehörten seit dem 16. Jahrhundert mehrheitlich zur Konfession der Böhmischen Brüder. Das älteste Ortssiegel zeigt ein Bildnis des hl. Bartholomäus und trägt die Umschrift PECZET OBECZNI DIEDINI LECHOTITZ. Nach dem Erlöschen des Geschlechts von Rottal fiel das Erbe 1762 Franz Anton von Rottals Schwiegersohn Franz Maximilian Nádasdy zu, der die Herrschaft an die Grafen Erdődy veräußerte. Bis zur Mitte des 19. Jahrhunderts blieb der Ort immer nach Holešov untertänig.
Nach der Aufhebung der Patrimonialherrschaften bildete Lechotice / Lechotitz ab 1850 eine Gemeinde in der Bezirkshauptmannschaft Holešov. 1858 verkauften die Grafen Erdődy ihre Güter in Holešov mit allem Zubehör an die Grafen von Würben. 1868 wurde am oberen Teil des Dorfangers eine Schule eingerichtet. 1912 entstand unterhalb davon, an der Stelle der Schmiede und des Hauses von František Karlík ein neues Schulgebäude. Im Jahre 1960 wurde die Gemeinde dem Okres Kroměříž zugeordnet. 1975 wurde die örtliche Grundschule geschlossen und die Kinder nach Mysločovice umgeschult. Im Schulgebäude wurde ein Kindergarten eingerichtet. Gepfarrt ist das Dorf seit eh und jeh nach Mysločovice.

## Ortsgliederung
Für die Gemeinde Lechotice sind keine Ortsteile ausgewiesen. Das Dorf besteht aus den Ortslagen Konec, Dědina, Kopec und Skalka. Das Zentrum bildet das aus zwei Häuserreihen beiderseits des Angers bestehende Dědina.

## Sehenswürdigkeiten
- Glockenturm auf dem Anger
- Gedenkstein für die Gefallenen des Ersten Weltkrieges, errichtet 1921 auf dem Anger
- Marienstatue aus dem Jahre 1891
- Teich Lechtický rybník südlich des Ortes, Erholungsgebiet
- mächtige Trauerweide

## Söhne und Töchter der Gemeinde
- Rudolf Linhart (1883–1915), Dichter und Autor, er wirkte als Kaplan in Velká Bystřice und verwendete die Pseudonyme Ahasver und Emil Smutný.